# The Devil I Know
The Devil I Know è il quarto album in studio della cantautrice statunitense Ashley McBryde, pubblicato nel 2023.

## Tracce
1. Made for This – 3:43
2. Coldest Beer in Town – 3:39
3. Light On in the Kitchen – 3:32
4. Women Ain't Whiskey – 2:46
5. Learned to Lie – 3:50
6. The Devil I Know – 3:07
7. Single at the Same Time – 3:41
8. Cool Little Bars – 3:42
9. Whiskey and Country Music – 2:57
10. Blackout Betty – 4:01
11. 6th of October – 3:01

## Formazione
- Ashley McBryde – voce (tutte le tracce), chitarra acustica (2, 6, 8, 9, 11), cori (3, 5, 8), chitarra elettrica (5, 10)
- Quinn Hill – batteria (tutte), percussioni (8, 11)
- Jay Joyce – tastiera (tutte), chitarra elettrica (1, 2, 4–7, 10), chitarra acustica (1, 4, 6, 8), battimani (1), programmazioni (1–3, 6, 8), percussioni (1, 10), basso (4)
- Chris Harris – cori (1, 2, 4–11), chitarra acustica (1, 4–7, 9, 10), mandolino (2, 3, 9), bouzouki (2, 8, 11)
- Chris Sancho – basso (1–3, 5–11)
- Matt Helmkamp – chitarra elettrica (1, 3, 4–7, 9–11), chitarra a 12 corde (2), chitarra acustica (6, 8)
- Jason Hall – battimani (1)
- Mickey Raphael – armonica (8)